# Eduard de Stoeckl
Eduard Guillaume Andreevich Stoeckl (em russo: Эдуард Андреевич Стекль; Constantinopla, 1804 – Paris, 26 de janeiro de 1892) foi um diplomata russo mais conhecido hoje por ter negociado a compra do Alasca pelos americanos em nome do governo russo. 
Na historiografia ocidental, é frequentemente chamado de Barão "von Stekl" ou "de Stekl", embora não tivesse o título de barão. 

## Biografia
Eduard nasceu em 1804 em Constantinopla, Império Otomano, onde seu pai, Andreas von Stoeckl, servia como diplomata austríaco. Sua mãe era Maria Pisani (filha de Nicolas Pisani, dragomano russo em Constantinopla). 

## Carreira

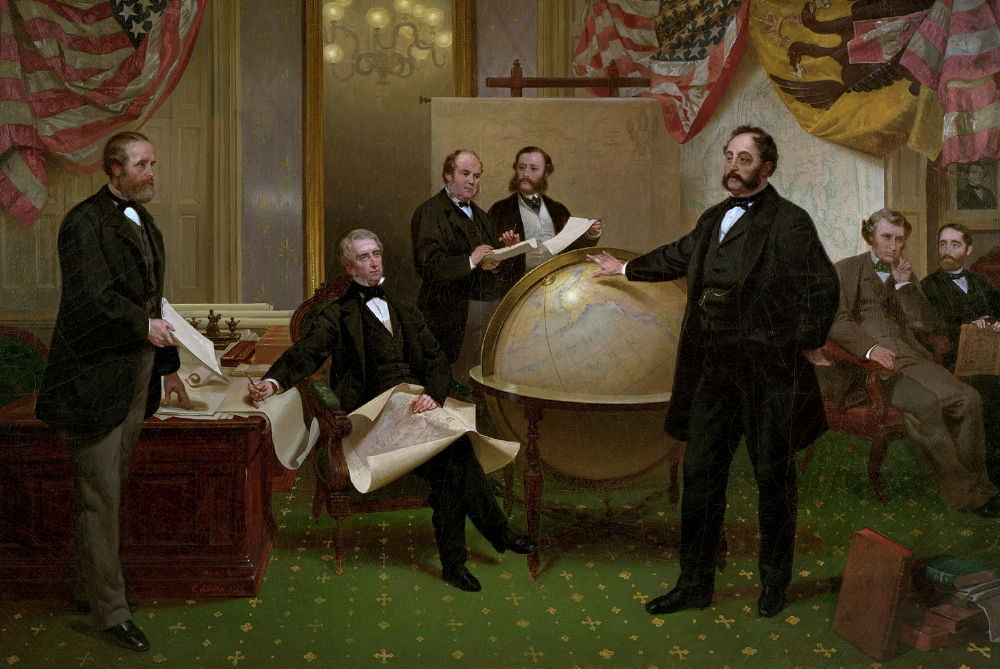
A assinatura do Tratado de Cessação do Alasca em 30 de março de 1867. LR: Robert S. Chew, William H. Seward, William Hunter, Sr. Bodisco, Eduard de Stoeckl, Charles Sumner e Frederick W. Seward.

De 1844 a 1854, serviu como secretário da Legação Russa em Washington e, de 1849 a 1851, encarregado de negócios da embaixada russa em Washington, e em 1854 ocupou o cargo de ministro, vago após a morte de Aleksandr Bodisko. 
Stoeckl estabeleceu relações de amizade próximas com muitas autoridades e políticos americanos, incluindo o senador e futuro Secretário de Estado William H. Seward, com quem mais tarde negociaria a compra do Alasca.
Stoeckl defendeu a venda do Alasca (então conhecido como América Russa) aos Estados Unidos, afirmando que isso impediria o Reino Unido de tomar o território em caso de guerra entre os dois países e permitiria à Rússia concentrar seus recursos na Sibéria Oriental, particularmente na área do Rio Amur . Ele também insistiu que, ao fazê-lo, a Rússia evitaria qualquer conflito futuro com os Estados Unidos, considerando inevitável a expansão dos EUA na América do Norte. 
Stoeckl assinou o Tratado do Alasca em março de 1867.  Por levar a cabo com sucesso a negociação, o czar Alexandre II recompensou-o com 25.000 dólares americanos e uma pensão anual de 6.000 dólares. 
Devido ao declínio da saúde, Stoeckl renunciou em 1869 e foi feito Cavaleiro da Ordem da Águia Branca em 20 de abril de 1869. Durante a Guerra Franco-Prussiana de 1870, eles vieram para Londres e viveram no Claridge Hotel na Brook Street, Londres.  Ele passou os últimos anos de sua vida na França, no 59 Boulevard Malesherbes, Paris, onde morreu em 1892. 

## Vida pessoal

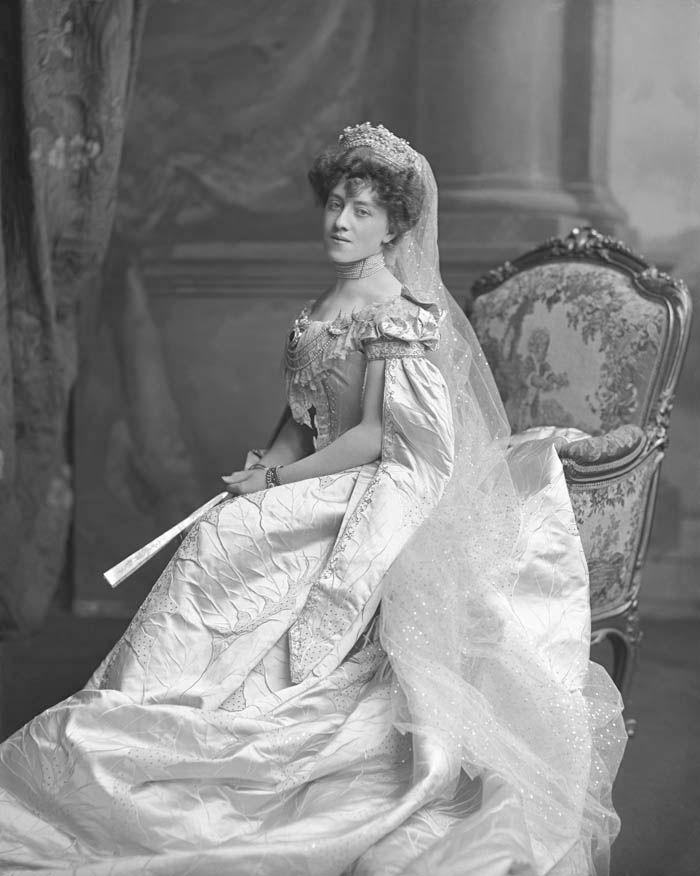
Fotografia de sua nora, Agnes Barron, 1902

Tal como o seu antecessor como Ministro dos Estados Unidos, Stoeckl casou-se com uma mulher americana, Eliza Wetmore Howard (1826-1913), filha do advogado John Howard e Mary Stoddard (née Dwight) Howard de Springfield, Massachusetts,  em 2 de janeiro de 1856.   Juntos, tiveram um filho:
- Alexandre de Stoeckl (1862–1926), que se casou com a herdeira Agnes Barron, filha do capitão William Barron e Fanny Louisa Lonergan, em 1892. [12] Foi adido à Embaixada Russa em Londres, escudeiro do Grão-Duque Miguel Mikhailovich e camareiro do Imperador Nicolau II. [13]

Stoeckl morreu em Paris em 26 de janeiro de 1892. Sua viúva morava na Rue de Logelbach, 3, em Paris.  

### Descendentes
Por meio de seu filho, ele foi postumamente avô de Zoia de Stoeckl (n. 1893), que se casou com Alfons Aleksander Koziełł-Poklewski (neto de Alfons Koziełł-Poklewski), um membro da nobreza polonesa.  Zoia era amiga da Princesa Marina, Duquesa de Kent. 

## Na ficção
Eduard de Stoeckl é um personagem do romance histórico Quarenta e Nono de Boris Pronsky e Craig Britton. 